# アンドリュー・ジャクソン・ダウニング

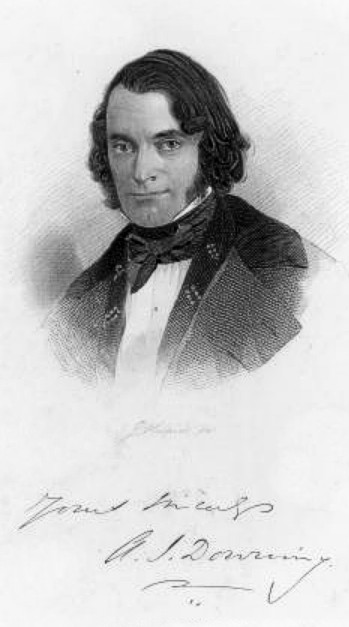
アンドリュー･ジャクソン･ダウニング

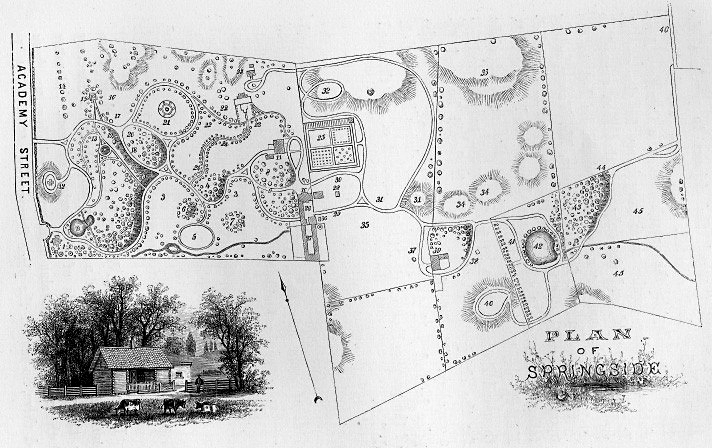
スプリングサイド・パーク計画

アンドリュー･ジャクソン･ダウニング（Andrew Jackson Downing、1815年10月31日-1852年7月28日）は、アメリカ合衆国の造園家。苗木商経営者。植物学と田園住宅に造詣が深く、その著書は庭園設計の基準とされ世界的な名声を博した。
ニューヨークのセントラル・パーク造営計画の発案者でもあるが、その計画を実現する前に不慮の死を遂げた（ハドソン川で乗っていた遊覧船が火災を起こし、死亡）。その後セントラルパークの計画はフレデリック・ロー・オルムステッドの手により実現することとなる。
1841年に『Treatise on the Theory and Practice of Landscape Gardening』を著し、一躍その名を知られる。
1846年より、雑誌『Horticulturist』を編集発行する。誌上でニューヨークその他の大都市に大公園が必要であることを力説していた。このことがセントラルパーク誕生のきっかけとなる。
代表作に、ワシントン国会議事堂周辺の造園計画などがある。

## 参考資料
- 岩波西洋人名辞典(岩波書店、ISBN 4000800264)
- 世界伝記大事典(ほるぷ出版)